# 720p
720p（ななひゃくにじゅう - ぴー）は、ハイビジョンおよびHDTV(高精細テレビ)に含まれる映像規格の一つであり、画面アスペクト比が16:9であり、有効垂直解像度720本であり、かつインターレース（飛び越し走査）ではなくプログレッシブ（順次走査）の動画を指す略称である。
正方形比率ピクセルにおいて1280×720、 0.9メガピクセル(92万1600画素)の動画となる。ブラウン管では走査線は750本であり有効走査線は720本である。そのため750pと表記されることも多い。1080i及びフルハイビジョンの解像度を満たしていなくても、720pを満たしていれば「ハイビジョン」を名乗ることができる。一般的に、高画質と言われるのは720pからである。
順次走査なので1080iより劣る規格ではなく、水平走査周波数はむしろ1080iより多い。720pは日本の放送規格ISDBで放送できる。またはWXGAとも呼ばれる。フレームレートは59.94がよく使われる。D端子ではD4。

## 名称
- JEITA（電子情報技術産業協会）による定義では、1080i・1080pとともにハイビジョンに含まれる[1]
- D端子から「D4」
- 750p、すべての走査線の数を表したもの
- SMPTEによる分類では、「SMPTE 292M」に1080iとともに含まれる。
- 固定画素ディスプレイにおける画面解像度「WXGA」である。

## 撮影
- 世界初の家庭用720p撮影カメラは、2003年のビクター GR-HD1。（30フレームまで）[2]

## ディスプレイ
- CRTコンピュータ、CRTテレビ受像機における水平走査周波数は以下のとおりである[3]。
45.00kHz 60Hz
37.50kHz 50Hz
33.75kHz (1035i/60、1080i/59.94) のみ対応するCRTは変換して表示。
- 1280×720のハイビジョンテレビは少なく、1366×768のハイビジョンテレビが一般である。

## 放送
- ISDB
- DVB
- ATSC
アメリカの地上波ネットワークのうち、abcやfoxは720pで放送を行なっている。

## 録画・再生フォーマット
- HDV
- D-VHS
- DVD
- AVCHD

## 伝送ケーブル
アナログ
- D端子 (D4)
- コンポーネント端子
- D-sub
著作権保護技術における制限により、録画されたテレビ映像などが、2011年から480iに制限、2014年からアナログ出力が廃止される。（Advanced Access Content Systemで録画されたもの）[4]

デジタル
- HDMI
- DVI
- SDI

## 動画サイト
- YouTubeでは2008年より対応している「&fmt=22」のパラメーターで再生できる[5]。

## デジタルシネマ
- 『突入せよ! あさま山荘事件』 - パナソニックデジタルシネマ用カメラVaricam[6]使用。
- その後、1080/24p、4Kデジタルシネマ (4096×2160) が主流になっていく。

## ゲーム
- Xbox（ごく一部のみ (en)）
- Xbox 360
- Xbox One
- Xbox Series X/S
- PlayStation 3
- PlayStation 4
- PlayStation 5
- Wii U
- Nintendo Switch

## 比較
- 1080（シアン）720（グリーン）480（レッド）